# Group Chat
Group Chat ist eine US-amerikanische Reality-Fernsehserie, die in der ersten Staffel von Annie LeBlanc und Jayden Bartels moderiert wurde und seit der zweiten Staffel von Jayden Bartels und Brent Rivera moderiert wurde.

## Handlung
Die Gastgeber spielen Spiele, absolvieren verschiedene Herausforderungen und das zusammen mit ihren Gästen. Alles findet virtuell per Videoanruf statt.

## Produktion
Am 6. Mai 2020 wurde bekannt gegeben, dass die Sendung mit dem Titel Group Chat grünes Licht erhalten hat. Die Show wird von Annie LeBlanc und Jayden Bartels moderiert, zusammen mit Nickelodeons Unfiltered, wurde die Serie inmitten der COVID-19-Pandemie gedreht.
Am 27. August 2020 wurde bekannt gegeben, dass Nickelodeon sieben weitere Episoden der Serie bestellt hat, die am 5. September in den USA ausgestrahlt wurden. Der ehemalige Gaststar der Serie, Brent Rivera, übernahm den Platz von Annie LeBlanc als Co-Moderator.

## Episodenliste
Die Episoden sind nach Ausstrahlungsreihenfolge in den USA sortiert, da es bei der Produktionsreihenfolge oftmals zu Anschlussfehlern kommt.

### Season 1 (2020)
| Nr. (ges.)                                                                      | Nr. (St.) | Deutscher Titel           | Originaltitel                  | Erstausstrahlung USA | Deutschsprachige Erstausstrahlung (D) | Prod. Code |
| ------------------------------------------------------------------------------- | --------- | ------------------------- | ------------------------------ | -------------------- | ------------------------------------- | ---------- |
| 1                                                                               | 1         | Zähneputzen mit Mayo      | Brush Your Teeth With Mayo     | 23. Mai 2020         | 8. März 2021                          | 101        |
| Gäste: Brent Rivera, Johnny Orlando                                             |           |                           |                                |                      |                                       |            |
| 2                                                                               | 2         | Nachrichten mit Slime     | Slime Into Your DMs            | 30. Mai 2020         | 9. März 2021                          | 102        |
| Gäste: Anna Carhcart, Peyton List                                               |           |                           |                                |                      |                                       |            |
| 3                                                                               | 3         | Kakerlake im Schlafzimmer | There’s A Cockroach In My Room | 6. Juni 2020         | 10. März 2021                         | 103        |
| Gäste: Baby Ariel, Gabrielle Nevaeh Green                                       |           |                           |                                |                      |                                       |            |
| 4                                                                               | 4         | Fliegende Würstchen       | Sailing Sausages               | 13. Juni 2020        | 11. März 2021                         | 104        |
| Gäste: Alex Wassabi, Ben Simmons                                                |           |                           |                                |                      |                                       |            |
| 5                                                                               | 5         | Konfetti-Alarm            | Confetti Clean Up              | 20. Juni 2020        | 12. März 2021                         | 105        |
| Gäste: Sofia Carson, Wolfgang Novogratz                                         |           |                           |                                |                      |                                       |            |
| 6                                                                               | 6         | Wen würdest du küssen?    | Would You Rather Kiss          | 27. Juni 2020        | 15. März 2020                         | 106        |
| Gäste: Joel Courtney, Joey King, Maisie Richardson-Sellers, Taylor Zakhar Perez |           |                           |                                |                      |                                       |            |

### Staffel 2
| Nr. (ges.)                                                                    | Nr. (St.) | Deutscher Titel                          | Originaltitel                                               | Erstausstrahlung USA | Deutschsprachige Erstausstrahlung (D) | Prod. Code |
| ----------------------------------------------------------------------------- | --------- | ---------------------------------------- | ----------------------------------------------------------- | -------------------- | ------------------------------------- | ---------- |
| 7                                                                             | 1         | Pyjamaparty                              | Sleepover - Duck Duck Poop                                  | 5. Sep. 2020         | 16. März 2021                         | 107        |
| Gäste: Havan Flores, Terrence Little Gardenhigh                               |           |                                          |                                                             |                      |                                       |            |
| 8                                                                             | 2         | Group Chat ohne Grenzen                  | Group Chat Unleashed - Party Pooper Prank                   | 12. Sep. 2020        | 17. März 2021                         | 108        |
| Gäste: Iain Armitage, Miles Brown                                             |           |                                          |                                                             |                      |                                       |            |
| 9                                                                             | 3         | Tarantel-Snacks und Sport-Drink-Duschen  | Getting Physical - Tarantula Treats & A Sports Drink Shower | 19. Sep. 2020        | 18. März 2021                         | 109        |
| Gäste: Tony Hawk, Sky Brown                                                   |           |                                          |                                                             |                      |                                       |            |
| 10                                                                            | 4         | Party - Auspacken-Battle                 | Party Time - Wrap Battle                                    | 26. Sep. 2020        | -                                     | 110        |
| Gäste: That Girl Lay Lay, Young Dylan                                         |           |                                          |                                                             |                      |                                       |            |
| 11                                                                            | 5         | Furz-Tanz                                | Dance Dance Fart                                            | 3. Okt. 2020         | 19. März 2021                         | 111        |
| Gäste: Asher Angel, Sky Katz                                                  |           |                                          |                                                             |                      |                                       |            |
| 12                                                                            | 6         | BFFs - Slime Tee                         | BFFs - Spill The Slime Tea                                  | 10. Okt. 2020        | 22. März 2021                         | 112        |
| Gäste: Lexi Rivera, Ben Azelart                                               |           |                                          |                                                             |                      |                                       |            |
| 13                                                                            | 7         | Die Übernahme Teil 1: Donut-Überraschung | The Takeover Part 1: Donut-Filled Surprise                  | 17. Okt. 2020        | -                                     | 114        |
| Moderatoren: That Girl Lay Lay, Young Dylan Gäste: Kate Godfrey, Nathan Janak |           |                                          |                                                             |                      |                                       |            |
| 14                                                                            | 8         | Die Übernahme Teil 2: Krokettenwurf      | The Takeover Part 2: Tater Tot Toss                         | 24. Okt. 2020        | -                                     | 115        |
| Moderatoren: That Girl Lay Lay, Young Dylan Gäste: Miya Cech, Bryce Gheisar   |           |                                          |                                                             |                      |                                       |            |
| 15                                                                            | 9         | Halloween - Slimeapfeltauchen            | Halloween - Sliming For Apples                              | 31. Okt. 2020        | 23. März 2021                         | 113        |
| Gäste: Lilimar Hernandez, Paris Berelc                                        |           |                                          |                                                             |                      |                                       |            |